# 沼ノ端東インターチェンジ

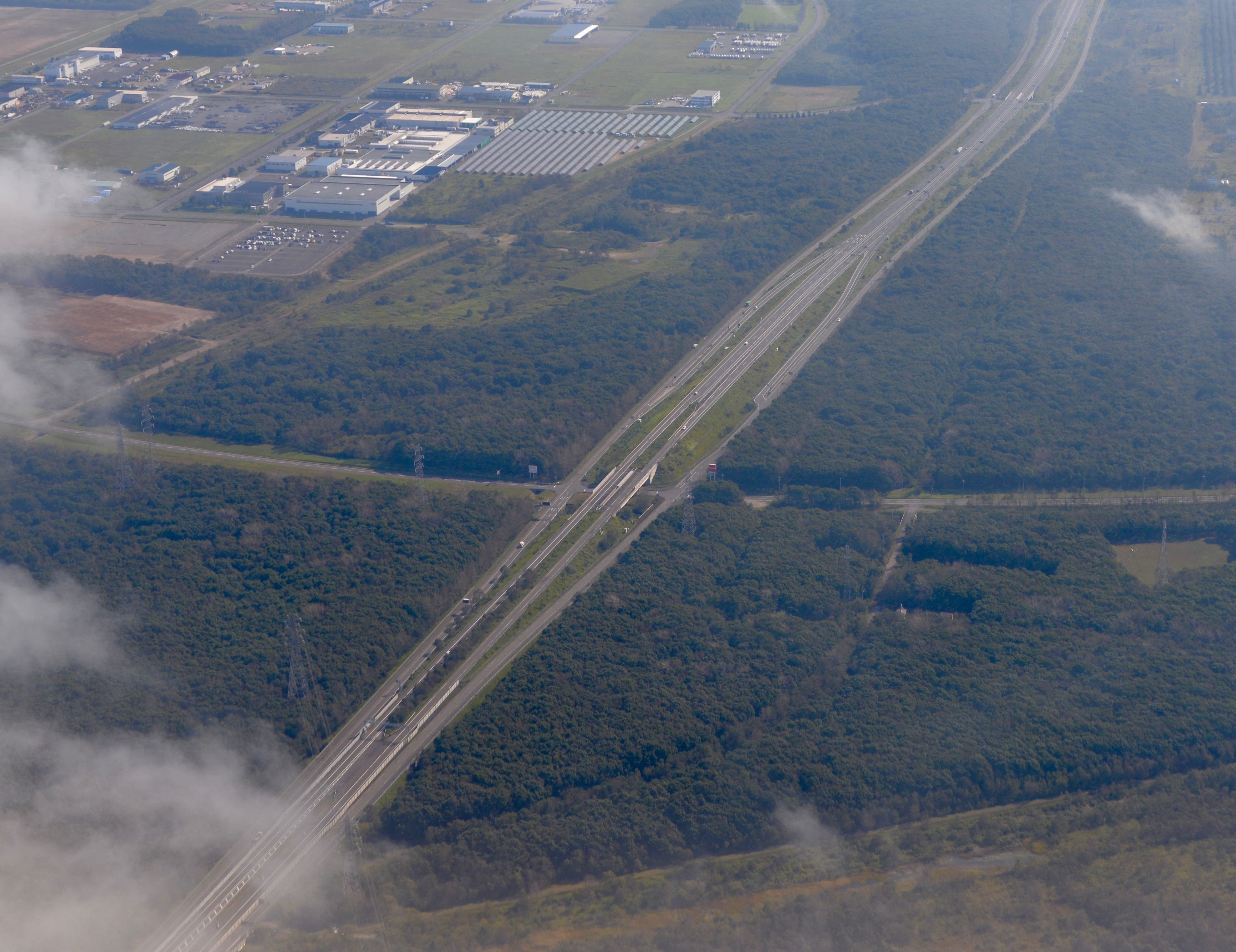
インターチェンジ空撮

沼ノ端東インターチェンジ（ぬまのはたひがしインターチェンジ）は、北海道苫小牧市柏原にある日高自動車道のインターチェンジ (IC)。苫小牧市街や苫小牧西港フェリーターミナル（太平洋航路）への最寄りICである。
日高方面のみ利用可能なハーフインターチェンジである。なお、隣の沼ノ端西ICは道央自動車道方面のみ利用可能なハーフICであり、その隣で道央道との接続ICである苫小牧東ICでは一般道路に降りられないため、日高方面から走行してきた場合、当ICが日高道無料区間の最終出口となる。

## 歴史
- 1998年（平成10年）7月6日：沼ノ端西IC - 厚真IC間（苫東道路）の開通に伴い供用開始[5]。

## 周辺
苫小牧東部地域に位置する。
- いすゞエンジン製造北海道
- 勇払川

## 接続する道路
- 直接接続
  - 国道235号（一般道路）
- 間接接続
  - 北海道道259号上厚真苫小牧線
  - 国道234号

## 隣
E63 日高自動車道（苫東道路）
(1) 沼ノ端西IC - (2) 沼ノ端東IC - (3) 苫東中央IC